# Акваланги на дне (фильм)
«Аквала́нги на дне» — советский цветной художественный фильм 1965 года режиссёра Евгения Шерстобитова, поставленный по его же одноимённому роману.
Премьера фильма состоялась 4 июля 1966 года. Фильм посмотрели 14,6 млн. зрителей.

## Сюжет
В пограничном приморском посёлке идут съёмки детского приключенческого фильма. Режиссёр картины приглашает одного из местных подростков, Ромку Марченко, как отличного ныряльщика, на роль дублёра исполнителя главной роли. Парень с удовольствием соглашается.
В первый же день съёмок происходит чрезвычайное происшествие. Ромка со своими друзьями, членами отряда ЮДП — юных друзей пограничников, на пляже обращают внимание на подозрительного человека, который вышел из моря и начал по-хозяйски пользоваться явно не своими вещами, а документы у него оказались в порядке. Вскоре во время съёмок Ромка находит в море заряженный акваланг, спрятанный кем-то на дне недалеко от берега. Ромка сообщает о находке на пограничную заставу. Сотрудники КГБ выясняют, что Марченко обнаружил канал, по которому через границу переходит связник иностранной разведки. Съёмочная группа вместе с мальчиком помогает пограничникам в задержании шпиона.

## В ролях
| Актёр               | Роль                                                 |
| ------------------- | ---------------------------------------------------- |
| Александр Барсов    | Ромка Марченко                                       |
| Татьяна Клюева      | Оксана                                               |
| Рафик Сабиров       | Володя                                               |
| Володя Бедункевич   | Тимка                                                |
| Олег Быков          | Захар                                                |
| Шурик Харитонов     | Лёшка                                                |
| Геннадий Юхтин      | связник иностранной разведки Сухоруков И.К.          |
| Владимир Кисленко   | Лёва                                                 |
| В. Резчиков         |                                                      |
| А. Базанов          |                                                      |
| Лев Перфилов        | уголовник "Лохматый"                                 |
| Александр Гай       | режиссёр снимающейся картины Егор Андреевич          |
| Альфред Шестопалов  | Василий Иванович                                     |
| Николай Крюков      | полковник погранвойск                                |
| Витольд Янпавлис    | майор госбезопасности Максим Николаевич Алексеев     |
| Сергей Сибель       | офицер госбезопасности Лялин                         |
| Александра Соколова | ассистент режиссера Люда                             |
| Дмитрий Капка       | администратор Лев Петрович                           |
| Валерий Панарин     | Суходоля                                             |
| Александр Афанасьев | начальник погранзаставы Алексей Дмитриевич Никифоров |

### В эпизодах
| Актёр             | Роль                      |
| ----------------- | ------------------------- |
| Анатолий Юрченко  | оператор картины Витя     |
| Николай Пишванов  | директор съемочной группы |
| Анатолий Моторный |                           |
| Е. Михерский      |                           |
| Александр Толстых |                           |
| Анатолий Кирик    |                           |
| Н. Придатко       |                           |
| Людмила Колпакова | туристка                  |

### Нет в титрах
| Актёр               | Роль      |
| ------------------- | --------- |
| Анатолий Гаврюшенко |           |
| Неонила Гнеповская  | буфетчица |

## Съёмочная группа
- Автор сценария: Евгений Шерстобитов
- Режиссёр-постановщик: Евгений Шерстобитов
- Оператор-постановщик: Дмитрий Вакулюк
- Оператор: Николай Журавлёв
- Художник-постановщик: Алексей Бобровников
- Режиссёр: Валентин Конарский
- Композитор: Азон Фаттах
- Текст песни: Вадим Семернин
- Звукооператор: Натан Трахтенберг
- Директор фильма: Алексей Ярмольский[4]

## Критика
Журнал «Советский экран» представлял фильм как захватывающий, в котором «сознательно обостряются события, используются законы приключенческого жанра». Однако в журнале «Искусство кино» фильм включали в ряд посредственных приключенческих лент.
Кинокритик Мирон Черненко написал, что фильм снят «„понарошку“, не имеющей ничего общего с тревожной и трудной судьбой пограничников». Он иронизировал: «Когда надо, Ромка появится и преградит путь врагу. Непонятно только, что будут делать пограничники, когда начнутся занятия и Ромке придётся ходить в школу».
Фильм также упоминался в связи с идеологической конфронтацией в период «холодной войны»:

В советском кино шпионские сюжеты настойчиво внедрялась в тематические планы выпуска фильмов для детей. Так экранные пионеры не просто хорошо учились и отдыхали, но и попутно разоблачали или помогали поймать матёрых вражеских агентов («Юнга со шхуны «Колумб»», «Акваланги на дне» и др.)… Отметим, что и в американских фильмах в борьбу с советскими врагами нередко вступали именно тинэйджеры, по своим повадкам похожие на рассвирепевших бойскаутов («Красный рассвет»).